# دالي موس
دالي موس (بالإنجليزية: Dale Moss)‏ هو لاعب كرة قدم أمريكية أمريكي، ولد في 24 سبتمبر 1988 في براندون في الولايات المتحدة.

## وصلات خارجية
- دالي موس على موقع كلية كرة السلة في سبورتس رفرنس.كوم (الإنجليزية)
- دالي موس على موقع مرجع كرة القدم المحترفة.كوم (الإنجليزية)